# Ringve Museum
Het Ringve Museum is het Noorse nationale museum voor muziek en muziekinstrumenten nabij Trondheim. Het is gevestigd op het schiereiland Lade op vier kilometer buiten het centrum van Trondheim.
Het werd in 1952 opgericht door de Russin Victoria Rostin (1896-1963). Ze vluchtte tijdens de Russische Revolutie en huwde in Noorwegen de edelman Christian Bachke (1873-1946). Ze was een zus van de operazangeres Valantine. Dankzij hun vele reizen had zij een uitgebreid netwerk aan kennissen opgebouwd dat haar in staat stelde de collectie op te bouwen.

## Collectie

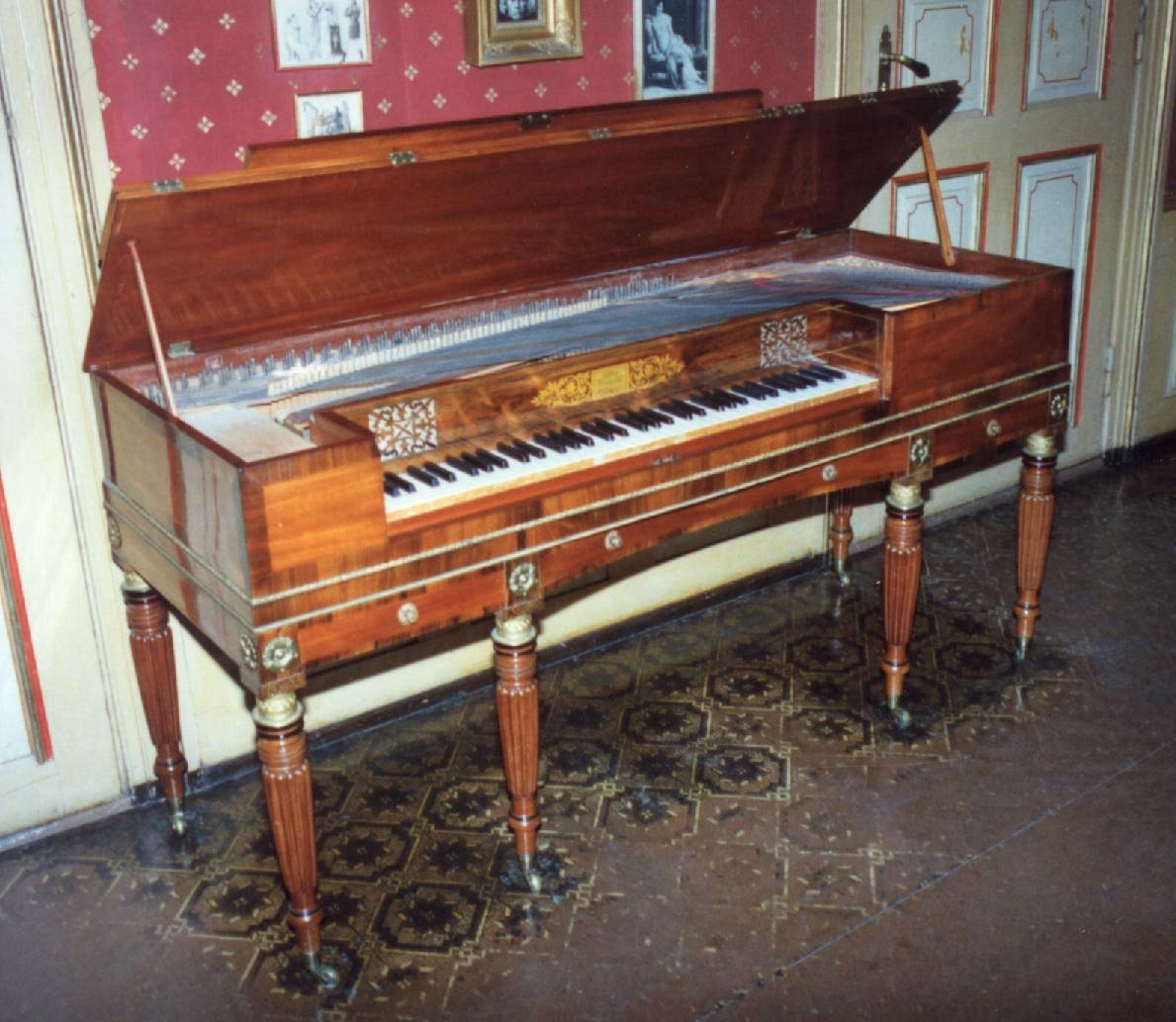
Tafelpiano, ca. 1820

Het museum heeft rond tweeduizend stukken in de collectie die afkomstig zijn uit alle werelddelen. Zevenhonderd stukken worden ingedeeld tot de klassiek Europese instrumenten. Andere groepen bestaan uit Europese en niet-Europese traditionele instrumenten. Verder herbergt het een grote fotocollectie en 25.000 exemplaren bladmuziek. Het geluidsarchief herbergt allerlei rollen voor de pianola en de fonograaf en platen voor de Polyphon.
In het museum is een Italiaanse virginaal te zien uit circa 1600, een spinet uit circa 1700, een klavecimbel uit 1767, fortepiano's uit 1783 en 1826, een harppiano uit 1870 en een grote collectie klavechords uit de 18e eeuw. Daarnaast staan er tal van andere instrumenten vanaf de 17e eeuw opgesteld, waaronder andere snaarinstrumenten, hout- en koperblazers en elektronische instrumenten. Ook is er een grote collectie Noorse muziekinstrumenten te zien, zoals Hardangerviolen uit de 18e en 19e eeuw, Noorse langeleiks (citers) uit verschillende delen van het land en een uitgebreide collectie aan instrumenten van bergboeren die werden gebruikt voor ceremonies en de jacht. Verder zijn er instrumenten te zien uit Oost-Europa, Oceanië, Azië, Afrika en Latijns-Amerika.

## Indeling

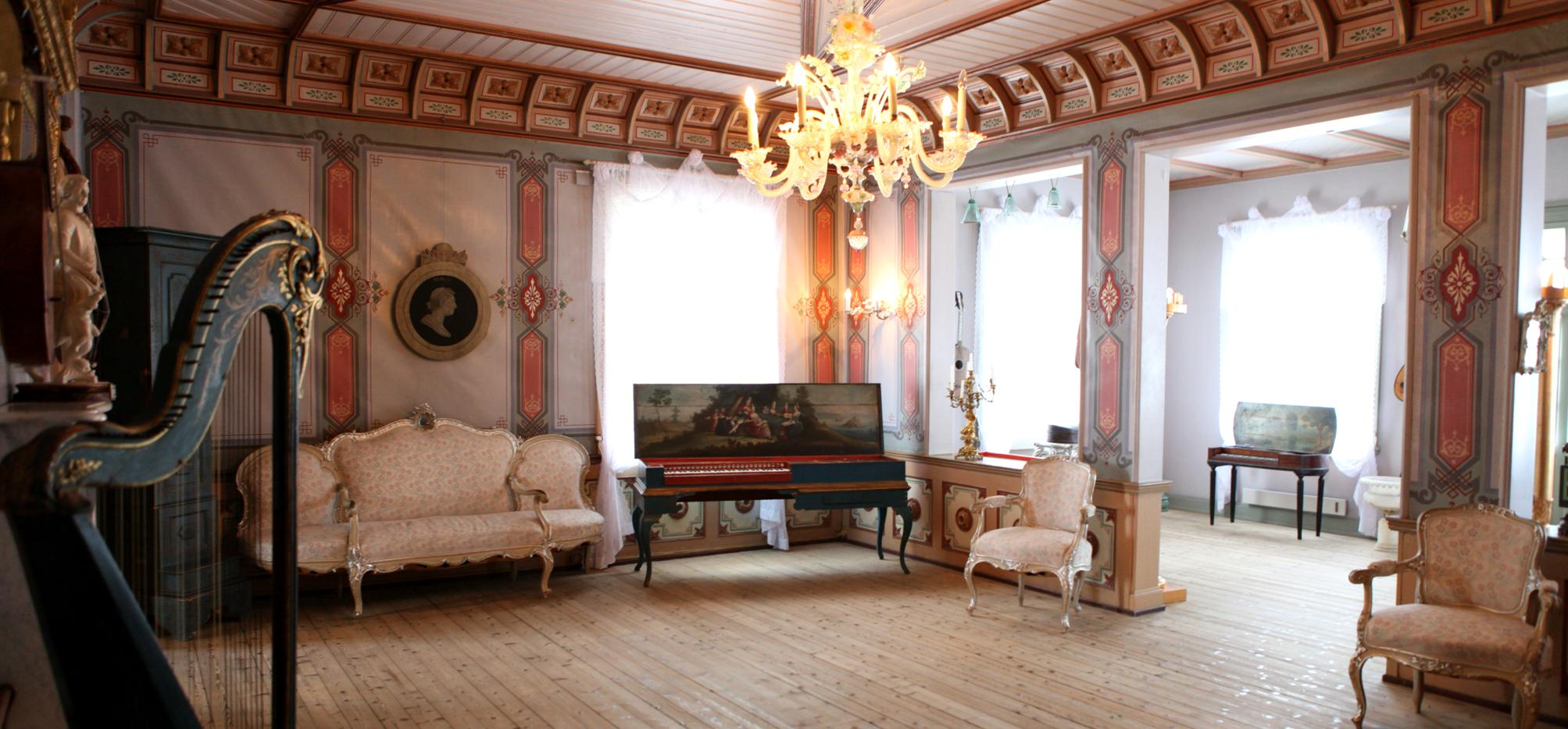
Opstelling in de tuinkamer

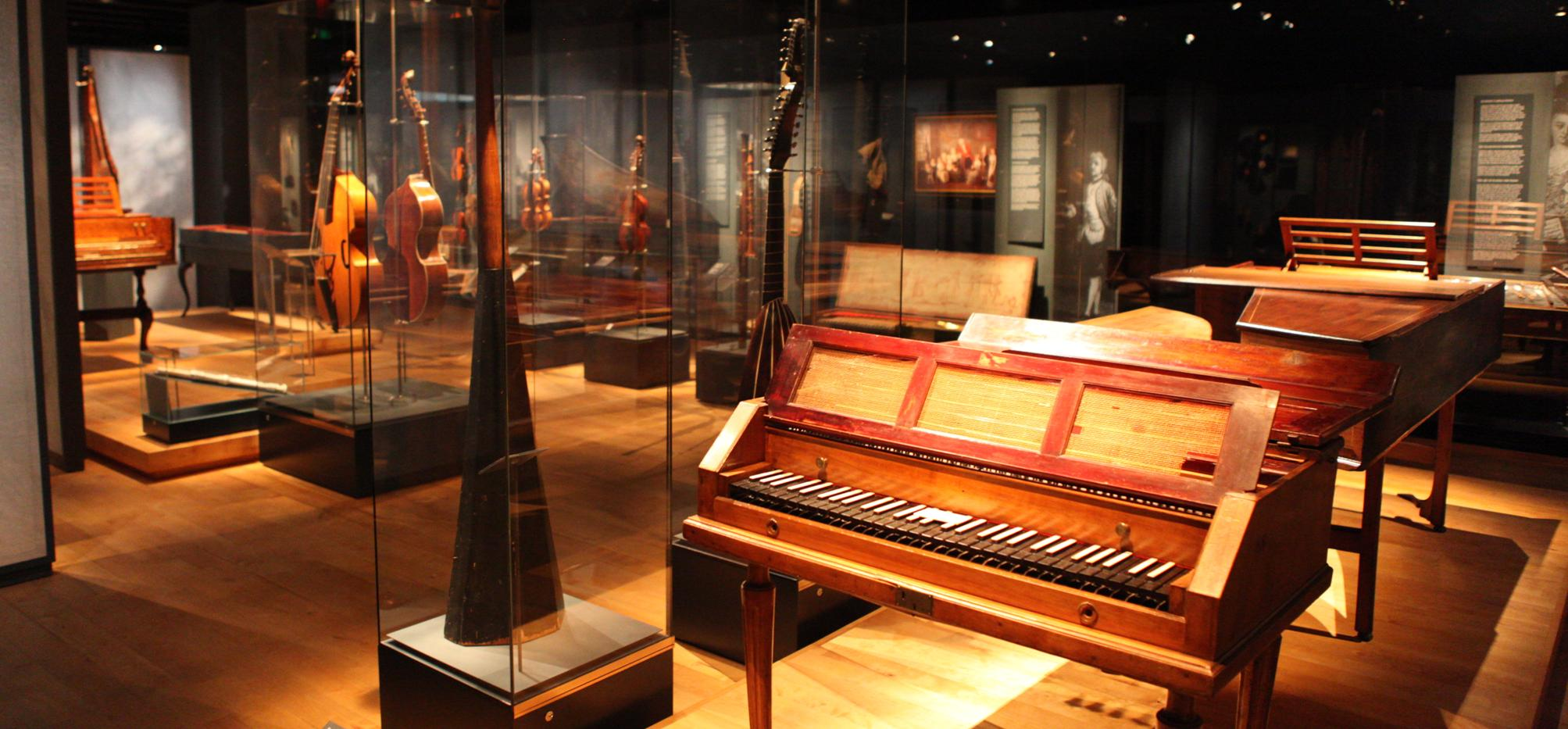
Deelcollectie in de boerderij

Het museum bestaat uit twee delen. Het eerste deel opende Victoria Bachke in 1952 in het herenhuis. Dit deel is sinds de opening nagenoeg gelijk gebleven en kan alleen bezocht worden met een gids die tijdens de rondleiding onder meer op de klavecimbel speelt. Er is verder een goed bewaard interieur te zien dat dateert uit de late 19e eeuw. Hier zijn verschillende kamers ingericht die gewijd zijn aan onder meer Ludwig van Beethoven en Wolfgang Amadeus Mozart.
Het herenhuis werd op 3 augustus 2015 getroffen door brand. Hierdoor liepen verschillende collecties schade op. Een 17e-eeuwse piano die werd bespeeld door Frédéric Chopin ging geheel verloren en een viool van de maker Giuseppe Antonio Guarneri werd door de vlammen zwartgeblakerd. Door restauratiewerkzaamheden is dit deel van het museum tot de zomer van 2017 beperkt geopend.

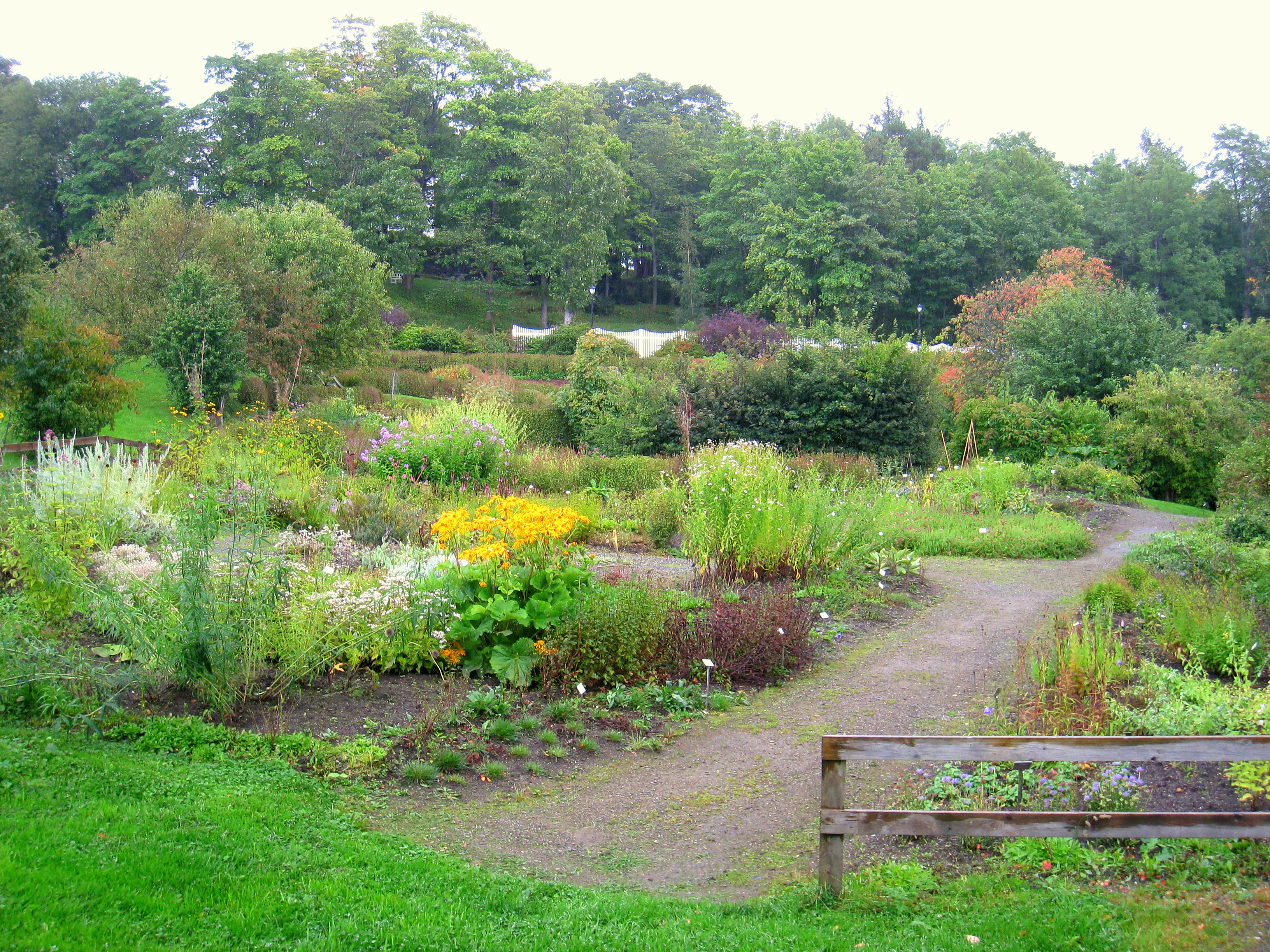
Botanische tuin

Het tweede deel werd in 1999 in de boerderij geopend. Hier wordt dieper ingegaan op verschillende ontwikkelingen in de muziekgeschiedenis. Voorbeelden zijn de invloed van de uitvinding van de piano rond 1700, de opkomst van de jazz aan het begin van de 20e eeuw, en het eerste decennium van de rockmuziek enkele tientallen jaren later. Hierin spelen ook stukken een rol uit het betreffende tijdsmoment, zoals een jukebox uit 1948 en een Gibson Les Paul (elektrische gitaar) uit 1952. In de boerderij is ook plaats voor een concertruimte en een museumwinkel.
Op het terrein rondom het museum werd in 1973 een botanische tuin geopend. De tuin wordt onderhouden door de Technisch-natuurwetenschappelijke Universiteit van Noorwegen, de stad Trondheim en Ringve-state. Vanaf het terrein is er zicht op het Trondheimfjord.